# شهرستان رومن
شهرستان رومن (به بلغاری: Roman Municipality) یک شهرستان در بلغارستان است که در استان وراتسا واقع شده‌است.